# Calvatiella
Calvatiella is een geslacht van schimmels uit de familie van de Lycoperdaceae. De typesoort is Calvatiella sinensis.

## Soorten
Volgens Index Fungorum telt het geslacht drie soorten (peildatum maart 2024):
| Soortnaam            | Auteur(s)    | Publicatiejaar |
| -------------------- | ------------ | -------------- |
| Calvatiella indica   | I.P.S. Thind | 1983           |
| Calvatiella lioui    | C.H. Chow    | 1936           |
| Calvatiella sinensis | C.H. Chow    | 1936           |